# Inspektionsskibet Absalon
Absalon blev bygget under navnet Løvenørn hos Burmeister & Wain til brug for Fyr- og Vagervæsenet. Søsat i 1877 og i tjeneste til 1910. Skibet blev overtaget af Marinen i 1911 og fik navnet Absalon. Maskineriet var på 390 HK.

## Tekniske data

### Generelt
- Længde: 40,9 m
- Bredde:  6,1 m
- Dybgang: 2,7 m
- Deplacement: 297 tons
- Fart: 9,0 knob
- Besætning: 26

### Armering
- Artilleri: 2 styk 47 mm kanoner.

## Tjeneste
- Indgået i 1911. I tjeneste som fiskeriinspektionsskib (Skagerrak og Nordsøen) 1911-14. Derefter i sikringsstyrken 1914-19, stationeret i samme område. Igen på fiskeriinspektion 1919-20 og derefter udlånt til Fyr- og Vagervæsenet 1920-23. Solgt 1923.